# Tommy Suharto
Tommy Soeharto (que la presse étrangère écrit "Tommy Suharto"), de son vrai nom Hutomo Mandala Putra (Tommy est un surnom tiré de Hutomo, qui, comme la plupart des Javanais, n'a pas de nom de famille), né le 15 juillet 1962, est le fils de Soeharto, ancien président de la république d'Indonésie (1966-1998). Il est un ancien amant de la chanteuse Nia Zulkarnaen.
Il avait été arrêté le 28 novembre 2001 et condamné en juillet 2002 à quinze ans de prison sur l'île de Nusa Kambangan (province de Java central), pour avoir commandité l'assassinat de Syafiuddin Kartasasmita, un juge de la Cour Suprême. Il a été libéré de prison le 30 octobre 2006.
En novembre 2017, il est cité parmi les personnalités indonésiennes, dans les Paradise Papers.